# Miss Intercontinental México 2024
Miss Intercontinental México 2024 fue la 2.ª edición del certamen Miss Intercontinental México la cual se realizó en el Hotel DoubleTree by Hilton Toluca en la ciudad de Metepec, Estado de México el domingo 29 de septiembre de 2024. Diecisiete candidatas de toda la República Mexicana compitieron por el título nacional, el cual fue ganado por Alejandra Garduño de la Ciudad de México quien compitió en Miss Intercontinental 2024 en Egipto. Garduño fue coronada por Verónica Salas Miss Intercontinental 2017 y Directora Nacional del certamen, convirtiéndose en la segunda capitalina en ir a Miss Intercontinental.

## Resultados
| Posición                          | Candidata |
| Miss Intercontinental México 2024 | - Ciudad de México - Alejandra Garduño § |
| 1.ª Finalista                     | - San Luis Potosí - Frida Rincón |
| 2.ª Finalista                     | - Veracruz - Adriana Bautista |
| Top 6                             | - Guerrero - Berenice Montiel - Puebla - Alondra García - Sinaloa - María Demeritus                                                                                             |
| Top 12                            | - Coahuila - Camila Moreno - Estado de México - Andreina Méndez - Guanajuato - Alejandra Prieto - Jalisco - Berenice Sánchez - Hidalgo - Alizon García - Morelos - Perla Franco |

- § Ganadora del premio Miss Power Beauty que da el pase directo al Top 6.

## Áreas de competencia

### Antecedentes
En 2020 Verónica Salas tomó la franquicia de Miss Intercontinental en el país y tras designaciones en 2021, 2022 y 2023 se logra llevar a cabo la primera competencia nacional con reinas estatales bajo su mando, la segunda en toda la historia de la franquicia en México. A pesar de no tener a los 32 estados, se contó con 16 reinas estatales dentro de la competencia final.

### Final
La gala final fue transmitida en vivo a través de Instagram desde el Hotel DoubleTree by Hilton Toluca en la ciudad de Metepec, Estado de México el domingo 29 de septiembre de 2024, donde las 16 representantes estatales desfilaron en traje típico, traje de baño y vestido de noche. La conducción del evento estuvo a cargo de Camila Olivero y Mario Tello.
Posteriormente se eligió al Top 12 que daría un pequeño discurso de interés general para elegir al Top 6 final, del cual la representante de Ciudad de México tuvo pase directo al obtener el premio Miss Power Beauty. El Top 6 tuvo una ronda de preguntas y al ser analizado por el jurado se eligió al Top 3 final para posteriormente dar a conocer los resultados finales.

#### Jurado
- Verónica Salas - Directora Nacional de Miss Intercontinental México
- Fausto Paniagua - Sanador del alma
- Adriana Vega - Abogada y entrenadora fitness
- Javier de la Rosa - Maquillista profesional
- Martías Fit - Coach fitness
- Dr. Adrián González - Cirujano en belleza estética

### Premios Especiales
| Premio                 | Candidata                              |
| Miss Power Beauty      | - Ciudad de México - Alejandra Garduño |
| Miss Redes Sociales    | - Michoacán - Marely Sánchez           |
| Miss Simpatía          | - Jalisco - Berenice Sánchez           |
| Miss Amistad           | - San Luis Potosí - Frida Rincón       |
| Miss Elegancia         | - Puebla - Alondra García              |
| Miss Fotogenia         | - Veracruz - Adriana Bautista          |
| Mejor Pasarela         | - Estado de México - Andreina Méndez   |
| Mejor en Traje de Baño | - Sinaloa - María Demeritus            |
| Mejor Vestido de Noche | - Veracruz - Adriana Bautista          |
| Mejor Traje Típico     | - Ciudad de México - Alejandra Garduño |

## Candidatas
| Estado           | Candidata                            | Edad | Residencia       |
| Baja California  | Karla Camargo                        | 20   | Tecate           |
| Ciudad de México | Alejandra del Carmen Garduño Fuentes | 26   | Ciudad de México |
| Coahuila         | Camila Moreno González               | 21   | Monclova         |
| Colima           | Mariana Araceli Sánchez Gutiérrez    | 26   | Colima           |
| Estado de México | Andreína Méndez Ochoa                | 21   | Valle de Bravo   |
| Guanajuato       | Ana Alejandra Prieto Flores          | 23   | Salamanca        |
| Guerrero         | Berenice Montiel Cardona             | 26   | Acapulco         |
| Hidalgo          | Angie Alizon García Moreno           | 27   | Tula             |
| Jalisco          | Berenice Sánchez Aguilar             | 29   | Guadalajara      |
| Michoacán        | Briseida Marely Sánchez Ramírez      | 21   | Nocupétaro       |
| Morelos          | Perla del Consuelo Franco Ayala      | 26   | Villa Guerrero   |
| Puebla           | Alondra Monserrat García López       | 28   | Toluca           |
| Querétaro        | Berenice Arantxa Arriola Rodríguez   | 24   | Querétaro        |
| San Luis Potosí  | Frida Alissa Rincón                  | 24   | San Luis Potosí  |
| Sinaloa          | María Sañudo Demerutis               | 22   | Culiacán         |
| Tlaxcala         | Giselle Velázquez Soto               | 28   | Tlaxcala         |
| Veracruz         | Adriana Lizeth Bautista Reyes        | 23   | Xalapa           |

## Sobre los Estados en Miss Intercontinental México 2024

### Estados que debutan en la competencia
- Baja California
- Tlaxcala

### Estados que se retiran de la competencia
| - Aguascalientes - Campeche - Chiapas - Catherine Rodríguez se retiró días antes de iniciar la concentración nacional por causes de salud, por lo que la organización nacional anunció que competiría en la edición 2025 del certamen. - Chihuahua | - Durango - Nuevo León - Oaxaca - Sonora - Tabasco - Tamaulipas - Yucatán |

## Crossovers
| Miss Intercontinental - 2024: Ciudad de México - Alejandra Garduño The Miss Globe - 2025: Veracruz - Adriana Bautista (Por Competir) Teen Hispanoamérica - 2021: Estado de México - Andreína Méndez (Virreina) Reinas World International - 2024: Coahuila - Camila Moreno (Top Model International) Spectacular Teen International - 2022: Coahuila - Camila Moreno Reina Internacional del Pacífico - 2025: Sinaloa - María Demeritus Miss México - 2021: Morelos - Perla Franco - Representando a Estado de México Miss Earth México - 2026: Veracruz - Adriana Bautista (Por Competir) Embajadora México - 2022: Morelos - Perla Franco (1.ª Finalista) - Representando a Estado de México Tourism Beauty México - 2021: Estado de México - Andreína Méndez (Ganadora Teen) Teen Universe México RM - 2022: Estado de México - Andreína Méndez (Virreina) Spectacular Teen México - 2022: Coahuila - Camila Moreno (Ganadora) Nuestra Belleza Juventud México - 2018: Hidalgo - Alizon García Mexicana Universal Coahuila - 2025: Coahuila - Camila Moreno (Por Competir) Mexicana Universal Estado de México - 2023: Morelos - Perla Franco - 2022: Puebla - Alondra García (1.ª Finalista) Mexicana Universal Guanajuato - 2023: Guanajuato - Alejandra Prieto | Mexicana Universal Hidalgo - 2023: Hidalgo - Alizon García Mexicana Universal Jalisco - 2022: Jalisco - Berenice Sánchez Miss Estado de México - 2019: Morelos - Perla Franco (Ganadora) Miss Hidalgo - 2021: Hidalgo - Alizon García Miss Querétaro - 2023: Querétaro - Arantxa Rodríguez Miss Sinaloa - 2021: Sinaloa - María Demeritus Miss Earth Hidalgo - 2018: Hidalgo - Alizon García Miss Earth Puebla - 2020: Tlaxcala - Giselle Velázquez Miss Earth Veracruz - 2026: Veracruz - Adriana Bautista (Ganadora) - 2024: Veracruz - Adriana Bautista (No Compitió) Embajadora Estado de México - 2022: Morelos - Perla Franco (Designada) Tourism Beauty Estado de México - 2021: Estado de México - Andreina Méndez (Ganadora Teen) Teen Universe Estado de México RM - 2022: Estado de México - Andreína Méndez (Ganadora) Spectacular Teen Coahuila - 2022: Coahuila - Camila Moreno (Ganadora) Nuestra Belleza Juventud Hidalgo - 2018: Hidalgo - Alizon García (Designada) Miss Continental Michoacán - 2024: Michoacán - Marely Sánchez (Virreina) Reina de las Fiestas Patrias de Nocupétaro - 2024: Michoacán - Marely Sánchez (Ganadora) Reina de las Fiestas Patrias de Villa Guerrero - 2016: Morelos - Perla Franco (Ganadora) |